# Sokhumi Warriors 2019
Questa voce raccoglie le informazioni riguardanti i Sokhumi Warriors nelle competizioni ufficiali della stagione 2019.

## Campionato georgiano di football americano 2019

### Stagione regolare
| Rustavi 17 marzo 2019, ore 15:00 | Rustavi Steelers | 21 – 22 | Sokhumi Warriors |  |

| Rustavi 31 marzo 2019, ore 15:00 | Western Bad Boys Zugdidi | 14 – 30 | Sokhumi Warriors |  |

| 16 novembre 2019 | Sokhumi Warriors | 0 – 28 | Rustavi Steelers |  |

| 24 novembre 2019 | Western Bad Boys Zugdidi | ? – ? | Sokhumi Warriors |  |

### Playoff
| 7 dicembre 2019 | Tbilisi Crusaders | 37 – 8 | Sokhumi Warriors |  |

## Statistiche di squadra
| Competizione      | %Vittorie | In casa | In casa | In casa | In casa | In casa | In casa | In trasferta | In trasferta | In trasferta | In trasferta | In trasferta | In trasferta | Totale | Totale | Totale | Totale | Totale | Totale |
| Competizione      | %Vittorie | G       | V       | N       | P       | Pf      | Ps      | G            | V            | N            | P            | Pf           | Ps           | G      | V      | N      | P      | Pf     | Ps     |
| ----------------- | --------- | ------- | ------- | ------- | ------- | ------- | ------- | ------------ | ------------ | ------------ | ------------ | ------------ | ------------ | ------ | ------ | ------ | ------ | ------ | ------ |
| Stagione regolare | .667      | 1       | 0       | 0       | 1       | 0       | 28      | 2+?          | 2+?          | 0+?          | 0+?          | 52+?         | 35+?         | 3+?    | 2+?    | 0+?    | 1+?    | 52+?   | 63+?   |
| Playoff           | .000      | 0       | 0       | 0       | 0       | 0       | 0       | 1            | 0            | 0            | 1            | 8            | 37           | 1      | 0      | 0      | 1      | 8      | 37     |
| Totale            | .500      | 1       | 0       | 0       | 1       | 0       | 28      | 3+?          | 2+?          | 0+?          | 1+?          | 60+?         | 72+?         | 4+?    | 2+?    | 0+?    | 2+?    | 60+?   | 100+?  |